# 喬治·尤斯蒂斯
（1971年9月28日—）是一位英格蘭政治人物，他的黨籍是保守黨。自2010年開始，他擔任坎伯恩和雷德魯斯選區選出的英國下議院議員。
2013年10月7日起担任英國環境、食品暨鄉村事務部大臣。2019年2月28日，因不满首相特蕾莎·梅将向议会递交推迟英国脱欧的议案而宣布辞职。